# Liste der olympischen Medaillengewinner aus Deutschland/X–Z

## X
- Xiaona, Shan
Olympische Sommerspiele 2016, (GER): Silbermedaille, Tischtennis „Mannschaft Frauen“

## Y
- Yıldız, Rıfat
Olympische Sommerspiele 1992, (GER): Silbermedaille, Ringen „griechisch-römischer Stil Bantamgewicht Männer“
- Ying, Han
Olympische Sommerspiele 2016, (GER): Silbermedaille, Tischtennis „Mannschaft Frauen“

## Z
- Zabel, Mark
Olympische Sommerspiele 1996, (GER): Goldmedaille, Kanurennsport „K4 1000 Meter Männer“
Olympische Sommerspiele 2000, (GER): Silbermedaille, Kanurennsport „K4 1000 Meter Männer“
Olympische Sommerspiele 2004, (GER): Silbermedaille, Kanurennsport „K4 1000 Meter Männer“
- Zacharias, Georg
Olympische Sommerspiele 1904, (GER): Goldmedaille, Schwimmen „440 Yards Brust Männer“
Olympische Sommerspiele 1904, (GER): Bronzemedaille, Schwimmen „100 Yards Rücken Männer“
- Zachries, Michael
Olympische Sommerspiele 1976, (GDR): Bronzemedaille, Segeln „Soling Mixed“
- Zaczkiewicz, Claudia
Olympische Sommerspiele 1988, (FRG): Bronzemedaille, Leichtathletik „100 Meter Hürden Frauen“
- Zähringer, Klaus
Olympische Sommerspiele 1960, (EAU): Bronzemedaille, Schießen „Kleinkaliber Dreistellungskampf Männer“
- Zander, Dietrich
Olympische Sommerspiele 1972, (GDR): Silbermedaille, Rudern „Vierer mit Steuermann“
- Zander, Erich
Olympische Sommerspiele 1928, (GER): Bronzemedaille, Feldhockey „Männer“
Olympische Sommerspiele 1936, (GER): Silbermedaille, Feldhockey „Männer“
- Zander, Holger
Olympische Sommerspiele 1964, (EAU): Bronzemedaille, Kanurennsport „K2 1000 Meter Männer“
Olympische Sommerspiele 1964, (EAU): Silbermedaille, Kanurennsport „K4 1000 Meter Männer“
- Zander, Thomas
Olympische Sommerspiele 1996, (GER): Silbermedaille, Ringen „griechisch-römischer Stil Mittelgewicht Männer“
- Zange, Gabi
Olympische Winterspiele 1984, (GDR): Bronzemedaille, Eisschnelllauf „3000 Meter Frauen“
Olympische Winterspiele 1988, (GDR): Bronzemedaille, Eisschnelllauf „3000 Meter Frauen“
Olympische Winterspiele 1988, (GDR): Bronzemedaille, Eisschnelllauf „5000 Meter Frauen“
- Zapf, Manfred
Olympische Sommerspiele 1972, (GDR): Bronzemedaille, Fußball „Männer“
- Zawieja, Martin
Olympische Sommerspiele 1988, (FRG): Bronzemedaille, Gewichtheben „Superschwergewicht Männer“
- Zehrt, Monika
Olympische Sommerspiele 1972, (GDR): Goldmedaille, Leichtathletik „400 Meter Frauen“
Olympische Sommerspiele 1972, (GDR): Goldmedaille, Leichtathletik „4-mal-400-Meter-Staffel Frauen“
- Zeidler, Oliver
Olympische Sommerspiele 2024, (GER): Goldmedaille, Rudern „Einer Männer“
- Zeidler, Judith
Olympische Sommerspiele 1988, (GDR): Goldmedaille, Rudern „Achter Frauen“
Olympische Sommerspiele 1992, (GER): Bronzemedaille, Rudern „Achter Frauen“
- Zeitz, Christian
Olympische Sommerspiele 2004, (GER): Silbermedaille, Handball „Männer“
- Zeller, Christopher
Olympische Sommerspiele 2004, (GER): Bronzemedaille, Feldhockey „Männer“
Olympische Sommerspiele 2008, (GER): Goldmedaille, Feldhockey „Männer“
Olympische Sommerspiele 2012, (GER): Goldmedaille, Feldhockey „Männer“
- Zeller, Katrin
Olympische Winterspiele 2010, (GER): Silbermedaille, Langlauf „4-mal-5-Kilometer-Staffel Frauen“
- Zeller, Philipp
Olympische Sommerspiele 2008, (GER): Goldmedaille, Feldhockey „Männer“
Olympische Sommerspiele 2012, (GER): Goldmedaille, Feldhockey „Männer“
- Zellner, Martina
Olympische Winterspiele 1998, (GER): Goldmedaille, Biathlon „4-mal-7,5-Kilometer-Staffel“
- Zenz, Therese
Olympische Sommerspiele 1956, (EUA): Silbermedaille, Kanurennsport „K1 500 Meter Frauen“
Olympische Sommerspiele 1960, (EUA): Silbermedaille, Kanurennsport „K1 500 Meter Frauen“
Olympische Sommerspiele 1960, (EUA): Silbermedaille, Kanurennsport „K2 500 Meter Frauen“
- Zerbe, Volker
Olympische Sommerspiele 2004, (GER): Silbermedaille, Handball „Männer“
- Zerta, Klaus
Olympische Sommerspiele 1960, (EAU): Goldmedaille, Rudern „Zweier mit Steuermann“
- Zesner, Steffen
Olympische Sommerspiele 1988, (GDR): Bronzemedaille, Schwimmen „4-mal-100-Meter-Freistilstaffel Männer“
Olympische Sommerspiele 1988, (GDR): Silbermedaille, Schwimmen „4-mal-200-Meter-Freistilstaffel Männer“
Olympische Sommerspiele 1992, (GER): Bronzemedaille, Schwimmen „4-mal-100-Meter-Freistilstaffel Männer“
Olympische Sommerspiele 1996, (GER): Bronzemedaille, Schwimmen „4-mal-200-Meter-Freistilstaffel Männer“
- Ziegler, Edi
Olympische Sommerspiele 1952, (GER): Bronzemedaille, Straßenradsport „Straßenrennen Männer“
- Zielonka, Manfred
Olympische Sommerspiele 1984, (FRG): Bronzemedaille, Boxen „Halbmittelgewicht Männer“
- Ziglarski, Hans
Olympische Sommerspiele 1932, (GER): Silbermedaille, Boxen „Bantamgewicht Männer“
- Zikarsky, Bengt
Olympische Sommerspiele 1996, (GER): Bronzemedaille, Schwimmen „4-mal-100-Meter-Freistilstaffel Männer“
- Zikarsky, Björn
Olympische Sommerspiele 1996, (GER): Bronzemedaille, Schwimmen „4-mal-100-Meter-Freistilstaffel Männer“
- Zimmerer, Wolfgang
Olympische Winterspiele 1972, (FRG): Goldmedaille, Bobsport „Zweierbob Männer“
Olympische Winterspiele 1972, (FRG): Bronzemedaille, Bobsport „Viererbob Männer“
Olympische Winterspiele 1976, (FRG): Silbermedaille, Bobsport „Zweierbob Männer“
Olympische Winterspiele 1976, (FRG): Bronzemedaille, Bobsport „Viererbob Männer“
- Zimmermann, Annemarie
Olympische Sommerspiele 1964, (EUA): Goldmedaille, Kanurennsport „K2 500 Meter Frauen“
Olympische Sommerspiele 1968, (FRG): Goldmedaille, Kanurennsport „K2 500 Meter Frauen“
- Zimmermann, Kathrin
Olympische Sommerspiele 1988, (GDR): Silbermedaille, Schwimmen „200 Meter Rücken Frauen“
- Zimmermann, Markus
Olympische Winterspiele 1992, (GER): Silbermedaille, Bobsport „Zweierbob Männer“
Olympische Winterspiele 1998, (GER): Bronzemedaille, Bobsport „Zweierbob Männer“
Olympische Winterspiele 1998, (GER): Goldmedaille, Bobsport „Viererbob Männer“
Olympische Winterspiele 2002, (GER): Goldmedaille, Bobsport „Zweierbob Männer“
- Zindler, Petra
Olympische Sommerspiele 1984, (FRG): Bronzemedaille, Schwimmen „400 Meter Lagen Frauen“
- Zinke, Olaf
Olympische Winterspiele 1992, (GER): Goldmedaille, Eisschnelllauf „1000 Meter Männer“
- Zinn, Elfi
Olympische Sommerspiele 1976, (GDR): Bronzemedaille, Leichtathletik „800 Meter Frauen“
- Zirzow, Carola
Olympische Sommerspiele 1976, (GDR): Goldmedaille, Kanurennsport „K1 500 Meter Frauen“
Olympische Sommerspiele 1976, (GDR): Bronzemedaille, Kanurennsport „K2 500 Meter Frauen“
- Zobelt, Roswietha
Olympische Sommerspiele 1976, (GDR): Goldmedaille, Rudern „Doppelvierer Frauen“
Olympische Sommerspiele 1980, (GDR): Goldmedaille, Rudern „Doppelvierer Frauen“
- Zober, Hannelore
Olympische Sommerspiele 1976, (GDR): Silbermedaille, Handball „Frauen“
Olympische Sommerspiele 1980, (GDR): Bronzemedaille, Handball „Frauen“
- Zscherpe, Iris
Olympische Sommerspiele 1984, (FRG): Bronzemedaille, Schwimmen „4-mal-100-Meter-Freistilstaffel Frauen“
- Zuchold, Erika
Olympische Sommerspiele 1968, (GDR): Silbermedaille, Turnen „Pferdsprung Frauen“
Olympische Sommerspiele 1968, (GDR): Bronzemedaille, Turnen „Achtkampf Mannschaft Frauen“
Olympische Sommerspiele 1972, (GDR): Silbermedaille, Turnen „Pferdsprung Frauen“
Olympische Sommerspiele 1972, (GDR): Bronzemedaille, Turnen „Stufenbarren Frauen“
Olympische Sommerspiele 1972, (GDR): Silbermedaille, Turnen „Achtkampf Mannschaft Frauen“
- Zühlke, Steffen
Olympische Sommerspiele 1988, (GDR): Bronzemedaille, Rudern „Doppelvierer Männer“
- Zülow, Andreas
Olympische Sommerspiele 1988, (GDR): Goldmedaille, Boxen „Leichtgewicht Männer“
- Zürner, Albert
Olympische Sommerspiele 1908, (GER): Goldmedaille, Wasserspringen „1 und 3 Meter Männer“
Olympische Sommerspiele 1912, (GER): Silbermedaille, Wasserspringen „Turm“
- Zverev, Alexander
Olympische Sommerspiele 2020, (GER): Goldmedaille, Tennis „Einzel Männer“
- Zwehl, Julia
Olympische Sommerspiele 2004, (GER): Goldmedaille, Feldhockey „Frauen“
- Zwicker, Martin
Olympische Sommerspiele 2016, (GER): Bronzemedaille, Feldhockey „Männer“
Olympische Sommerspiele 2024, (GER): Silbermedaille, Feldhockey „Männer“